# Palais du Bargello
Le Bargello est un bâtiment historique de Florence, situé dans un pâté de maisons entier entre la via del Proconsolo 2-4, la via Ghibellina 120, la via dell'Acqua et la via della Vigna Vecchia. 
Construit en 1255, il fut au Moyen Âge et à la Renaissance le siège de la police de la ville et de son capitaine du peuple, puis du podestat et, après 1502, du conseil des anciens. Avec l'instauration de l'hégémonie des Médicis dans la seconde moitié du XVe siècle, il devient d'abord le siège du Conseil de Justice et des Juges de la Roue et, à partir de 1574, le siège du bargello, ou chef des gardes, qui procède à des arrestations, des interrogatoires et également à l'exécution des condamnés à mort. Pendant près de trois siècles, il abrite également une prison. Le palais est restauré au XIXe siècle et utilisé, en 1865, comme premier musée national italien, lorsque Florence est la capitale de l'Italie. Aujourd'hui, il abrite encore le musée national du Bargello, principalement dédié à la sculpture et aux arts appliqués.
Il s'agit de l'un des édifices civils les plus importants de la cité médiévale en termes d'importance et de grandeur, qui figure dans la liste dressée en 1901 par la Direction générale des Antiquités et des Beaux-Arts, comme édifice monumental à considérer comme monument national (Italie).

## Histoire

### XIIIeetXIVesiècles

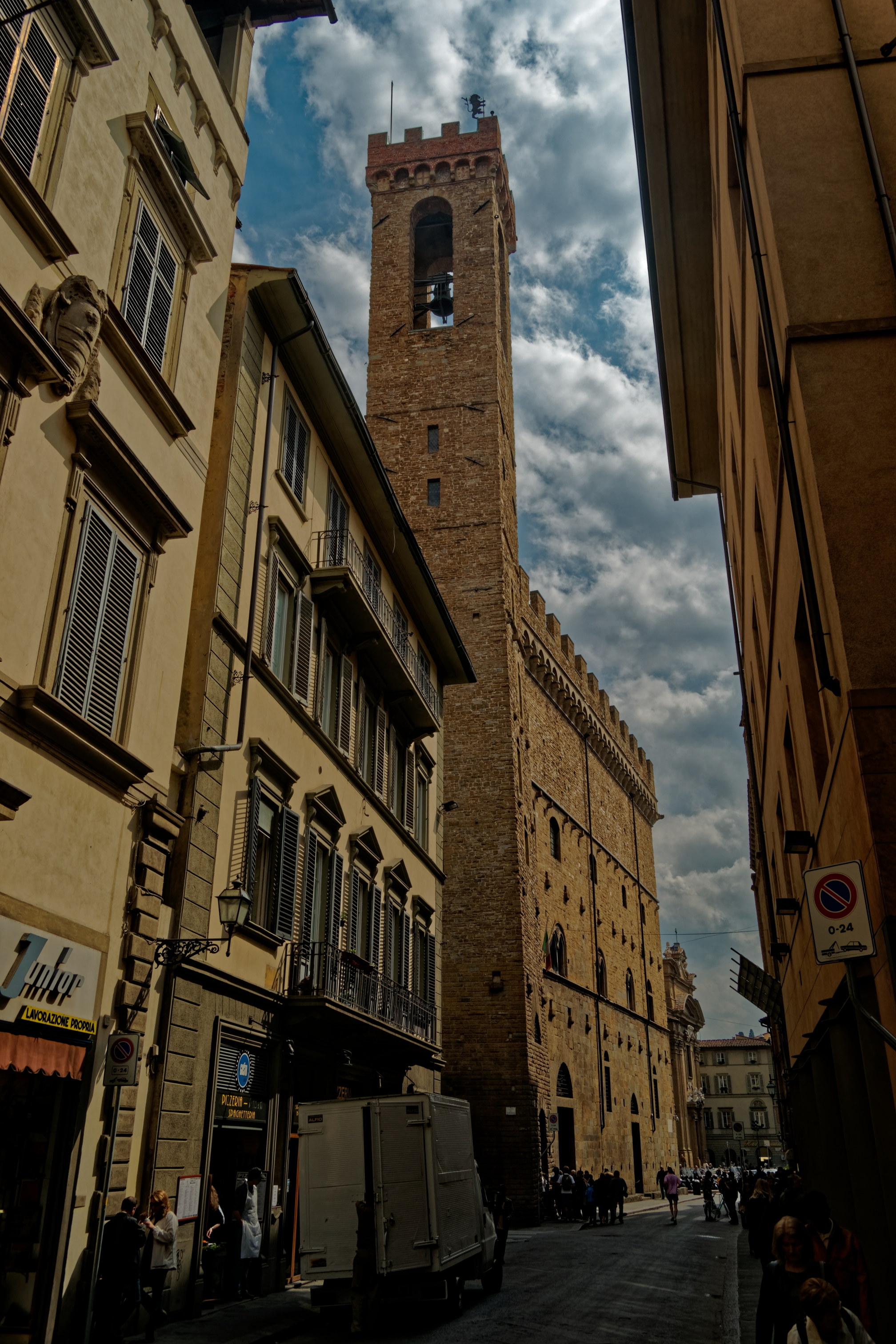
Vue de la Via del Proconsolo, tour Volognana.

En 1250, lors de la bataille de Figline, les guelfes florentins remportent une victoire décisive sur les gibelins ; peu de temps après, il est décidé de réorganiser le gouvernement de la commune libre en créant la figure du capitaine du peuple et un conseil des anciens. Comme il est impossible de les installer dans la seule structure publique de la ville, l'étroite Torre della Castagna, ou dans l'un des sièges des corporations des arts et métiers de Florence, la construction d'un nouveau « palais » approprié est décidée, en choisissant une zone le long de l'actuelle Via del Proconsolo. Des maisons et des terrains sont achetés, pour la plupart appartenant à des particuliers et aux moines de la Badia Fiorentina voisine dont, parmi les bâtiments préexistants, tant en pierre qu'en bois, la tour Riccomanni, qui devient plus tard le noyau du clocher du nouveau palais, et une maison Boscoli, où le capitaine du peuple a un logement temporaire,.
Une inscription encore présente sur un mur extérieur rappelle le début des travaux en 1255, quarante-trois ans avant le Palais de la Signoria. Le palais s'appelle d'abord palais Pretorio.
Selon Giorgio Vasari, l'architecte du nouveau palais est Lapo Tedesco, père d'Arnolfo di Cambio, suivi une dizaine d'années plus tard par les dominicains Fra Sisto da Firenze et Fra Ristoro da Campi. Ces premiers travaux sont achevés en 1261, et aboutissent à un grand parallélépipède, avec la façade principale sur la via del Proconsolo. Entre 1260 et 1280, le bâtiment est agrandi sur la via dell'Acqua ; en 1295, il est enrichi par la cour à portiques et, entre 1316 et 1320, il est surélevé sur les côtés de la via Ghibellina et de la via dell'Acqua. En 1261, le palais est certainement déjà habité par le podestat, figure qui a remplacé celle du capitaine, en la personne de Guido Novello, qui gouverne la ville au nom de Manfred (roi de Sicile) et qui nomme la rue latérale via Ghibellina en l'honneur de son parti. Selon la loi, le podestat, qui administre la justice civile et pénale, a préséance dans la ville sur toute fonction sauf en matière politique ; il doit provenir d'une ville non dominée par Florence et située à au moins 80 kilomètres de distance, afin de n'être pas lié par des amitiés ou des proches aux factions de la ville qui pourraient influencer ou paralyser son travail. Pour éviter de créer de tels liens, il ne reste en fonction qu’un an. La justice est donc rendue dans le palais ; c'est pourquoi il est également équipé de cellules et est pendant de nombreux siècles l'un des lieux où se déroulent les exécutions capitales, les interrogatoires et les tortures.
À partir de 1282, les réunions du podestat et de ses conseillers ont lieu dans la loggia donnant sur la cour du palais de manière à être publiques. Les paiements connus pour les premières décorations intérieures sont enregistrés en 1292, destinés à un certain Fino di Tedaldo, qui peignit quelques images au-dessus de la porte de la salle principale et sur le siège du juge, probablement perdues lors des émeutes liées à l'acquittement de Corso Donati trois ans plus tard. Selon Giovanni Villani et Dino Compagni, à cette occasion, la population attaque le palais du podestat, l'endommageant gravement, mais sans blesser le gouverneur qui s'est réfugié avec sa famille dans une maison voisine et qui, le lendemain, retourne effrayé en Lombardie.
Afin de restaurer l'ordre et le prestige du palais et de la charge podestariale, la municipalité décide alors de fortifier la structure et de la doter de nouvelles pièces et d'une nouvelle entrée via della Vigna Nuova. En 1298, Dante Alighieri y est condamné à l'exil, devant le podestat Cante de' Gabrielli da Gubbio. Peu avant ou peu après (en 1295 ou en 1300-1304), Giotto doit également y travailler avec son atelier pour le compte du cardinal Matteo d'Acquasparta, créant les fresques de la chapelle de la Madeleine dans lesquelles Dante est représenté. Certains soutiennent que ces peintures, mentionnées par exemple par Giovanni Villani, se trouvaient en réalité sur un polyptyque perdu, et que les fresques réelles datent d'environ 1334-1337, juste avant la mort du maître, dans une période de paix et pendant une autre campagne de travaux sur le palais.
À partir de la fin du XIIIe siècle, un deuxième bâtiment donnant sur la Via dell'Acqua est construit en plusieurs phases.
Malgré le renforcement des défenses du bâtiment, le palais est de nouveau attaqué par la foule en colère en 1304, pour libérer Messer Talamo Adimari de ses prisons et expulser le podestat. La guerre avec Pise prolonge les travaux pendant treize ans. En 1320, alors que les travaux sont encore en cours, le comte de Battifolle peut s'installer dans le palais, même si certains documents rappellent qu'un architecte, Toni di Giovanni, travaille encore sur la loggia, et que la toiture n'est achevée qu'en 1326, sous Gautier VI de Brienne, qui appose ses armoiries dans le grenier. En 1329, toutes les armoiries extérieures des podestats sont ciselées, ne les autorisant désormais que dans la cour.

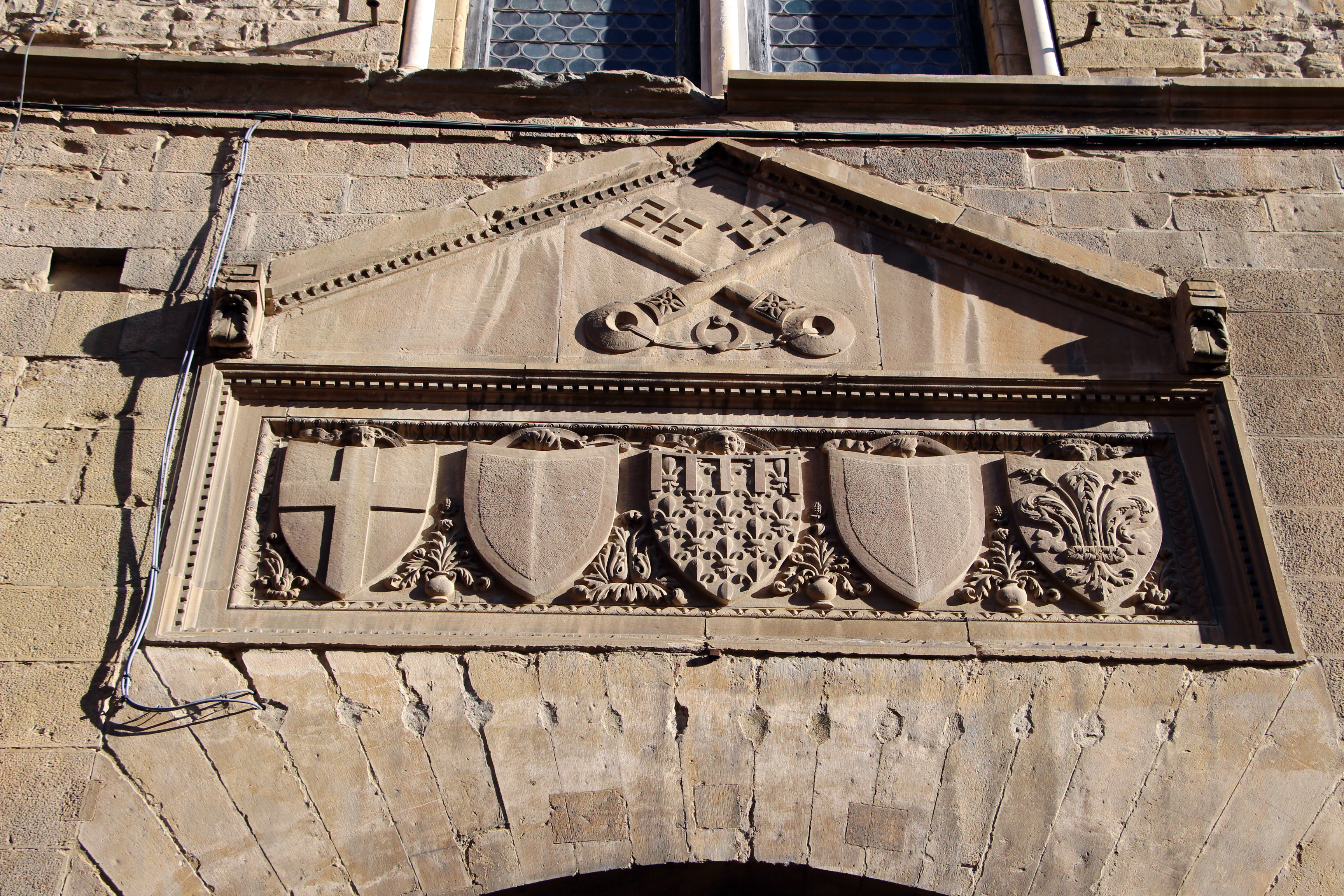
Armoiries du portail de la Via dell'Acqua ; le deuxième blason appartenait au podestat en exercice, ciselé à la suite des dispositions de 1329.

Le palais est de nouveau mis à feu et à sang en 1332, et un an plus tard, une crue désastreuse inonde la cour jusqu'à six brasses. Entre 1340 et 1345, le bâtiment est profondément rénové et surélevé par Neri di Fioravante pour créer la salle du Conseil général (aujourd'hui salle de Donatello), adaptée pour accueillir la nouvelle assemblée gouvernementale, comme en témoignent également les différents types de maçonnerie observable de l'extérieur, le tout complété par des galeries en bois en porte-à-faux (dont les trous de portée et les encorbellements en pierre subsistent en façade). Neri di Fioravante couvre les pièces principales de voûtes, afin qu'elles ne souffrent plus d'incendies, et l'équipe de merlons. En 1343, le palais est de nouveau saccagé lors de l'expulsion de Gautier VI de Brienne ; dès lors il est confié à six citoyens qui prennent la place du podestat. Giottino peint une peinture infamante du duc, le pendant avec ses disciples (ces peintures existaient encore lors du siège de Florence en 1529). Il s'agit d'une manière de punir in absentia, moyen déjà utilisé auparavant à Florence et qui sera repris plus tard, dans d'autres cas particuliers.
L'escalier de la cour date de 1367, attribuable aux interventions réalisées sous la direction de Neri di Fioravante, qui est couvert d'un auvent jusqu'au XIXe siècle.
Après quelques années, le palais, reconstruit et redécoré, est à nouveau dévasté lors de la « révolte des Ciompi » le 21 juillet 1378. Pris par le peuple après un bref siège, il est mis à sac, ses assiégés étant laissés libres. La cloche de la tour, endommagée à cette occasion, est alors refondue et sonne désormais tous les soirs, signalant le couvre-feu nocturne jusqu'en 1848 ; elle est également utilisée pour signaler au peuple les exécutions capitales.

### Période de la Seigneurie et du Grand-Duché
En 1434, Cosme de Médicis exige que les nobles, qui l'ont conduit à l'exil et qui ont été pendus pour s'être opposés à lui, soient peints par Andrea del Castagno (qui est pour cette raison surnommé « Andreino degli Impiccari »), accrochés sur la façade. De même, en 1480, Sandro Botticelli y peint pour Laurent de Médicis les responsables de la conjuration des Pazzi ; pendant le siège de Florence, trois traîtres à la République sont représentés par Andrea del Sarto : Alessandro di Gherardo Corsini, Taddeo Guiducci et Giorgio Ridolfi.
Vers 1450, Ser Pierre de Vinci, le père de Léonard, y travaille.
Avec la consolidation de l'hégémonie des Médicis, le palais devient le siège du Conseil de Justice et des Juges de la Roue de 1502 à 1574 lorsque, sous le duc Cosme Ier de Toscane, ces magistratures sont transférées au palais Castellani. Il devient le quartier général du bargello, le chef des gardes (également appelés di Piazza, car ils patrouillent dans les rues, contrairement aux gardes di Palazzo, les gardes du corps du duc) qui procèdent à des arrestations, des interrogatoires et exécutent les peines capitales. Dès lors, et pendant environ trois siècles, le palais (qui acquiert le nom sous lequel il est encore connu aujourd'hui) est principalement utilisé comme prison ; il est gravement dégradé : par exemple, les arcades de la loggia et la véranda sont transformés en cellules, la grande salle est surélevée sur quatre niveaux pour créer trente-deux cellules et une chapelle, tandis que la chapelle de la Madeleine elle-même est enduite de plâtre, divisée en deux étages, utilisée comme garde-manger pour les cuisines voisines à l'étage inférieur et transformé en cellules pour les prisonniers à l'étage supérieur.
La ville possède d'autres prisons, comme la prison de Stinche, mais y sont enfermés les prisonniers les plus dangereux et ceux condamnés aux exécutions capitales, qui sont exécutées hors des murs à la potence sur la Prati della Giustizia près de la Torre della Zecca, ou dans des cas exceptionnels, par décapitation, dans la même cour du palais. Lorsqu'il est arrêté, le lundi 9 avril 1498, Savonarole est emmené au Bargello pour y être interrogé et torturé avant d'être conduit au bûcher sur la Piazza della Signoria.
En 1782, Léopold II (empereur du Saint-Empire), après avoir aboli la peine de mort et la torture, fait brûler les instruments utilisés pour ces pratiques dans la cour du palais. En 1799, les Français installent la guillotine, une au palais du Bargello et une sur la Piazza Nuova devant la basilique Santa Maria Novella, mais aucune des deux n'est utilisée .

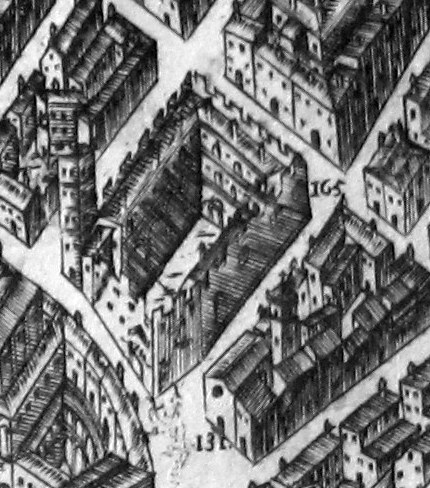
Le Pplais du Podestà dans le Pianta del Buonsignori, 1584-1594
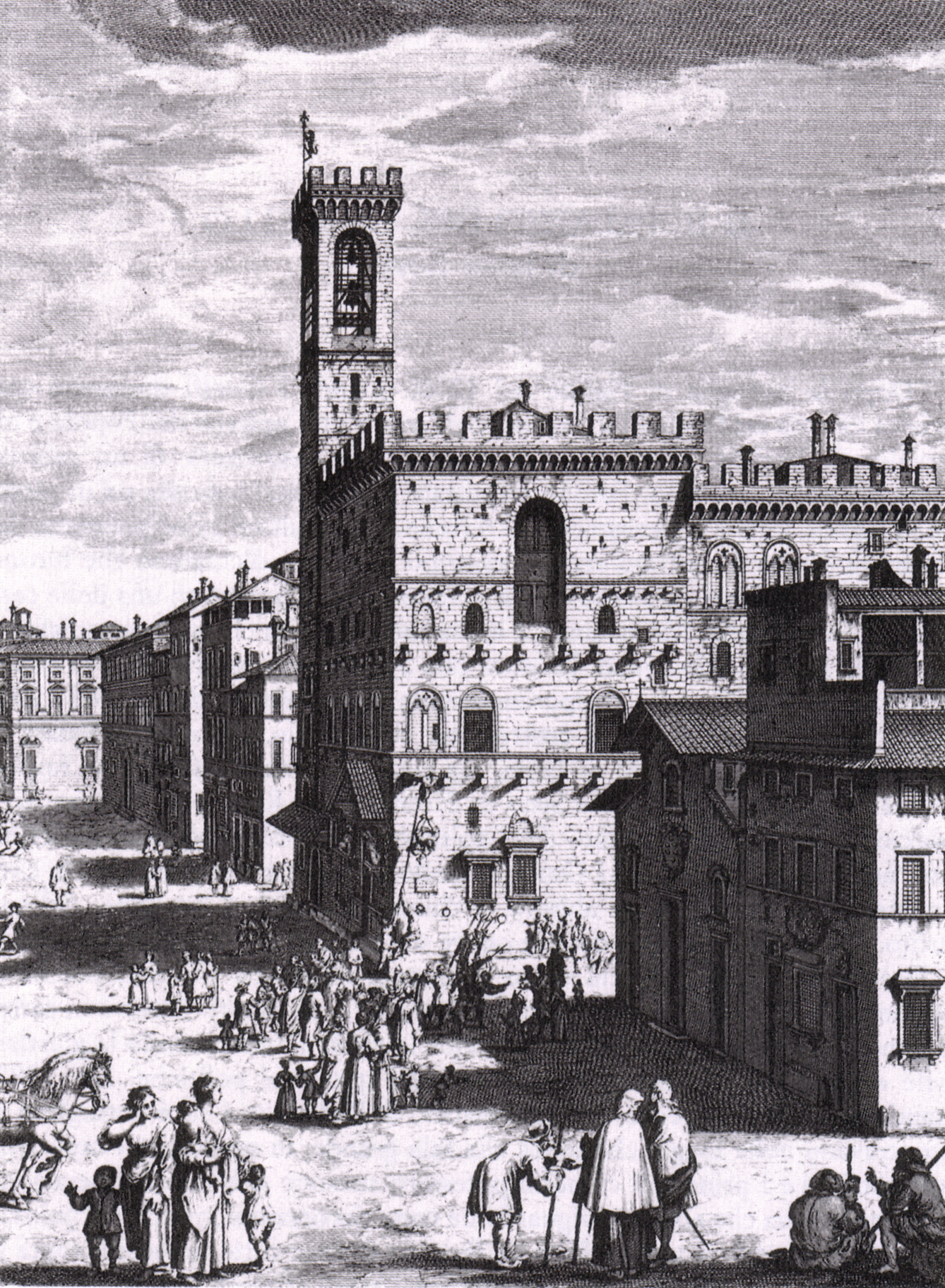
Giuseppe Zocchi, Le Bargello, 1744

### Début duXIXesiècle

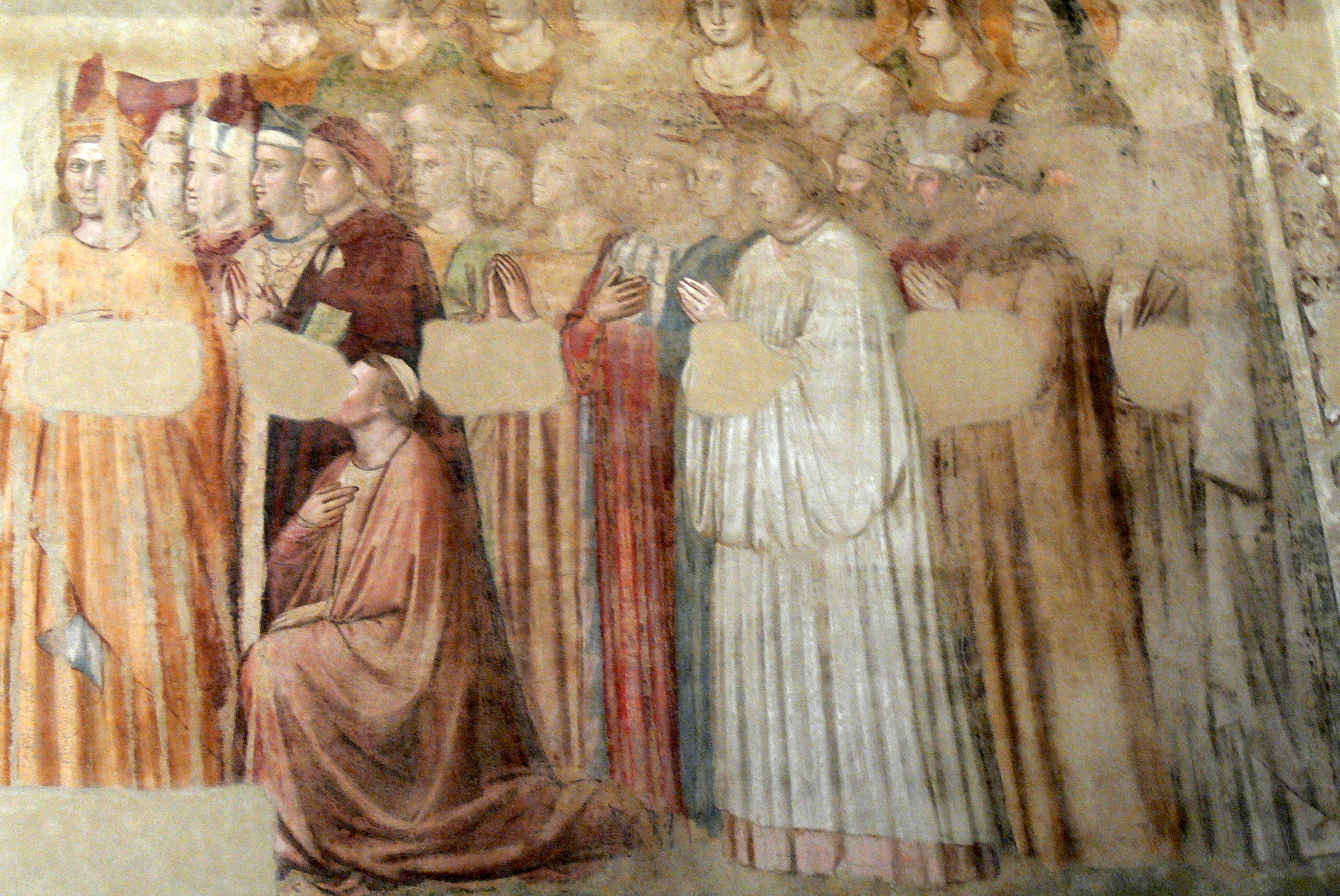
Giotto, fresque de la chapelle sainte Marie-Madeleine avec le portrait de Dante.

Au XIXe siècle, dans un climat de renaissance générale de l'intérêt scientifique pour Florence et ses gloires urbaines, la nouvelle de Vasari concernant la présence d'un portrait documenté de Dante par Giotto dans le palais du Bargello se répand, attirant l'attention sur ce monument.
En 1841, le baron Seymour Kirkup, avec d'autres donateurs, réussit à financer une série de recherches à l'intérieur de la chapelle sainte Marie-Madeleine, à la suite de quoi le peintre-restaurateur Antonio Marini met en lumière le portrait du grand poète dans une représentation « complexe » du Jugement dernier et des Histoires des saintes Marie l'Égyptienne et Marie Madeleine. L'effigie et les Histoires sont restaurées arbitrairement, avec des ajouts considérables que l'on ne retrouve pas dans les premiers dessins de Kirkup (publiés par l' Arundel Society de Londres). Le portrait du poète dans la chapelle du Podestat est diffusé dans les revues italiennes et étrangères, dans les guides et manuels à travers des gravures imprimées, ce qui relance l'intérêt pour le bâtiment.
Une nouvelle révolte contre les gardiens en 1847 met en évidence l'urgence de transférer les prisonniers vers un lieu plus adapté.

### Restauration

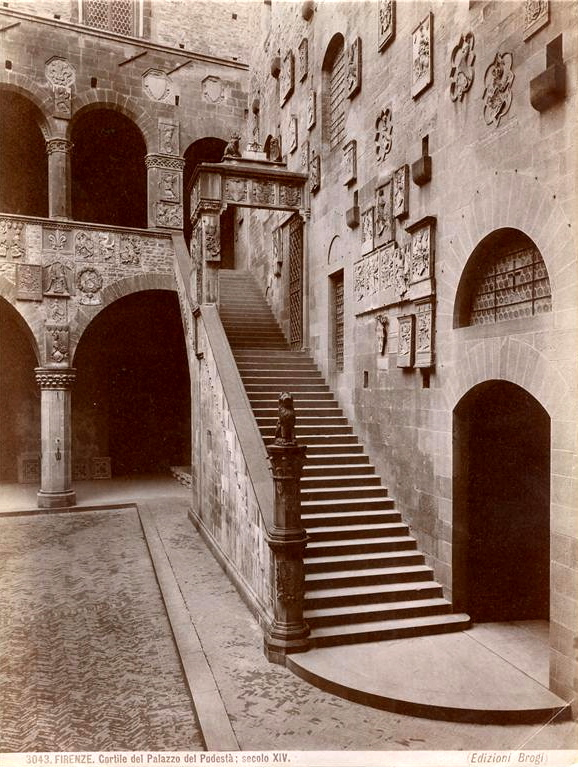
Brogi, Giacomo (1822-1881), la cour restaurée vers 1870-1880.

En 1857, le grand-duc décide de vider le palais, avec le déplacement de la prison à Murate, et d'entamer des travaux de restauration. Le 22 novembre 1859, un décret royal voue le palais à accueillir un musée sur la civilisation toscane, désignant le Palagio del Podestà « pour être le siège d'un Musée des monuments anciens, à partir duquel, de quelque manière que ce soit, l'histoire de la Toscane est illustrée dans tout ce qui concerne les institutions, les coutumes et les arts ». Les travaux de restauration ont eu lieu entre 1859 et 1865, sous la direction de Francesco Mazzei, dans un style néogothique, en tentant de faire revivre l'aspect « ancien », en récupérant ce qui a survécu et en refaisant souvent les ornements architecturaux et les décorations picturales ex nihilo, ces derniers étant confiés à Gaetano Bianchi. En 1861, lors de la première Exposition nationale italienne, le bâtiment est ouvert au public pour la première fois dans les parties déjà restaurées.
Par la suite, l'escalier intérieur secondaire est créé, la tour est renforcée ; la loggia et les arcs de la cour sont libérés des ajouts et pour apporter de la lumière, le toit de l'escalier extérieur est démoli, le demi-garde-corps est ajouté. La source provenant de l’angle entre via del Proconsolo et via della Vigna Vecchia est reconstruite avec l'ajout d'un puits, du pavement en arêtes de poisson, des armoiries de la ville sous les arcades, en partie peintes par Gaetano Bianchi et Carlo Brazzini, et en partie sculptées ex-novo copiant des exemplaires anciens de palais toscans analogues.

### Naissance du musée
Le contenu du nouveau musée est choisi à partir de diverses propositions : musée des arts industriels, musée du Moyen Âge, musée archéologique historique national. Le 22 juin 1865, il est finalement décidé de créer le Musée national, le premier du genre en Italie. Entre-temps, Florence est devenue la capitale de l'Italie et nombre de ses bâtiments le siège des institutions républicaines. L'installation du parlement du royaume d'Italie au Palazzo Vecchio et du Sénat du royaume d'Italie aux galerie des Offices a nécessité la libération de nombreuses salles monumentales, avec pour conséquence une réorganisation des collections Médicis, auxquelles s'ajoutent bientôt les objets remarquables provenant de la suppression des couvents.
Il est alors décidé d'introduire dans le musée naissant les sculptures non antiques du musée des Offices, les collections de l'Armurerie Médicis, les statues de la salle des Cinq-Cents, les bronzes de la garde-robe Médicis, ainsi que quelques objets en dépôt privé. Les célébrations de Dante sont l'occasion de l'inauguration ; à cette époque on peut visiter deux salles d'armes et une de petites sculptures au rez-de-chaussée, ainsi que la grande salle avec de grandes statues dont le Génie de la Victoire de Michel-Ange. Quelques années plus tard, les témoignages les plus disparates des arts appliqués commencent à être rassemblés : majoliques, cires, émaux, orfèvrerie, ivoires, ambre, meubles, tapisseries, médailles (de la collection de médailles des Médicis), monnaies (de la Monnaie), plaques, sceaux (des Archives d'État de Florence) et tissus. Certaines de ces collections sont transférées en 1928 au Trésor des Grands-ducs. D'autres proviennent de dons et de prêts de particuliers et d'institutions publiques. Enfin, les terracotte invetriate des Della Robbia et l'orfèvrerie sacrée arrivent à la suite de la suppression des ordres monastiques.
En 1887, les grandes fêtes de Donatello permettent d'offrir une nouvelle installation aux sculptures du début du XVe siècle, qui occupent en permanence la salle du premier étage, à proximité de quelques moulages en plâtre d'œuvres de Donatello lui-même (comme le Gattamelata), selon le goût du temps. En 1888, une donation de l'antiquaire lyonnais Louis Carrand enrichit la collection d'extraordinaires exemples d'« arts mineurs » européens et non européens, qui donne au musée l'identité qui le distingue encore aujourd'hui avec deux noyaux prestigieux, celui de la sculpture et celle des arts appliqués, ces dernières encore enrichies par les collections Conti (1886), Ressman (avec des armes, 1899) et Franceschi (avec des œuvres textiles, 1906).

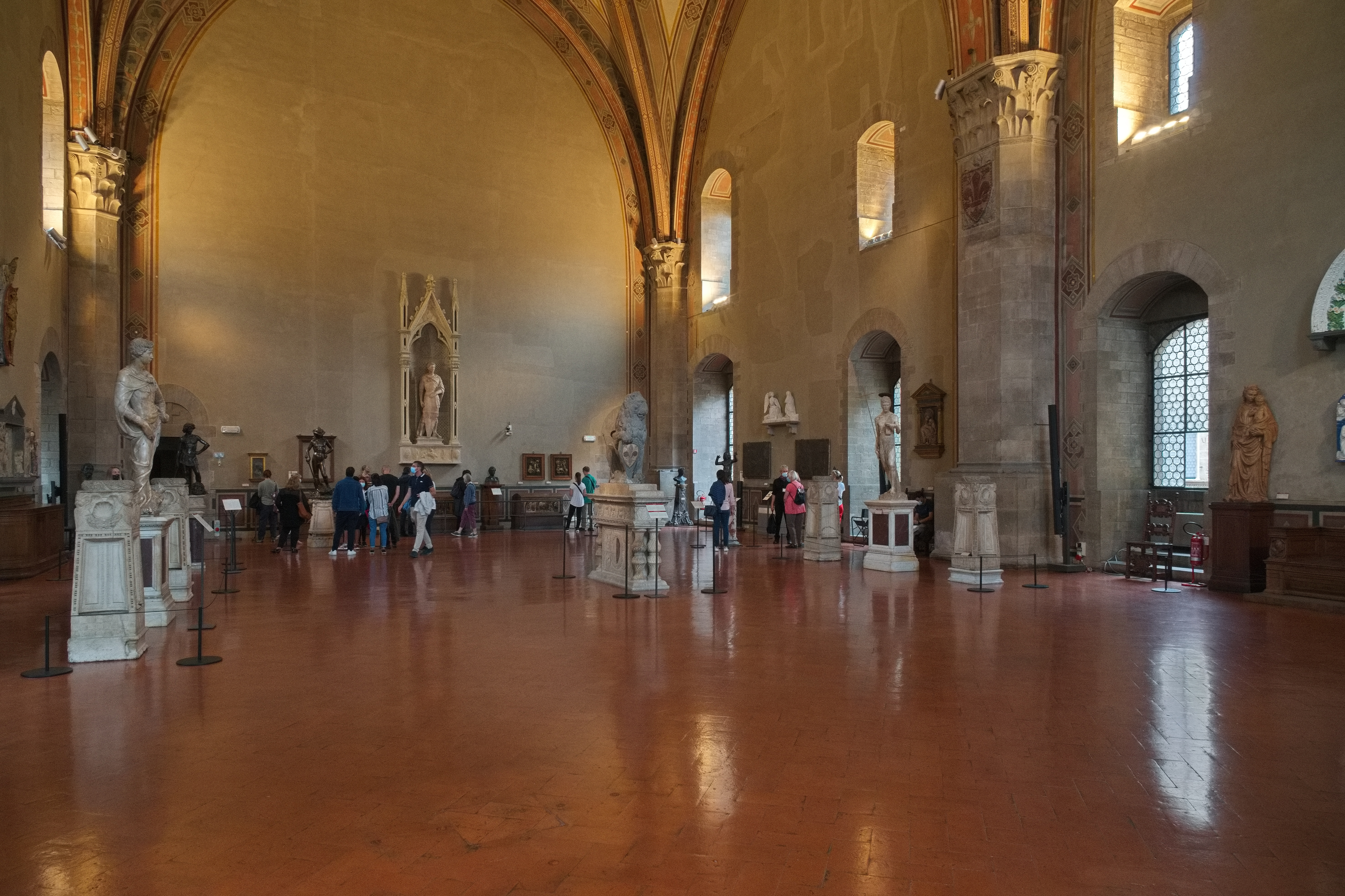
Salle de Donatello
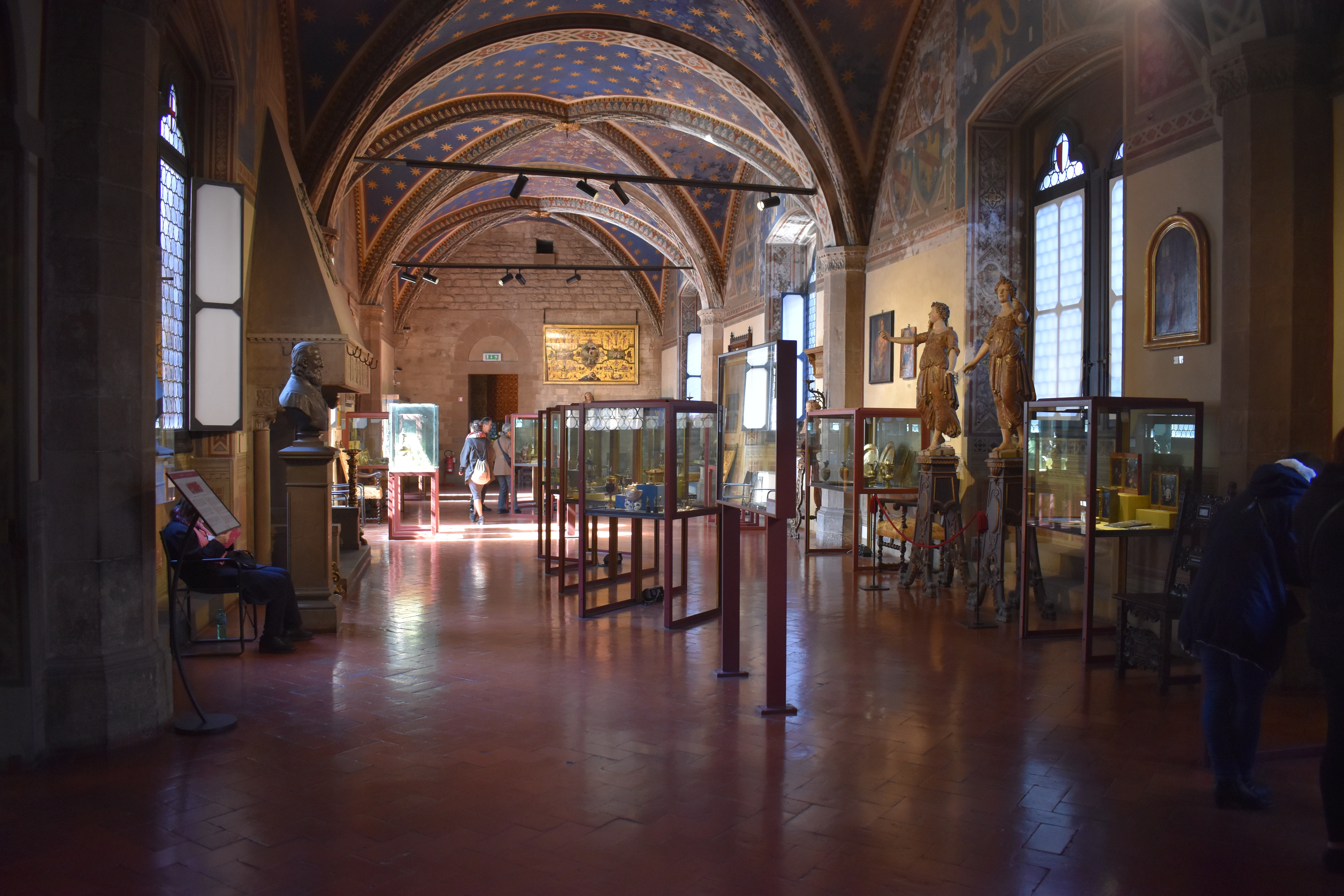
Salle Carrand
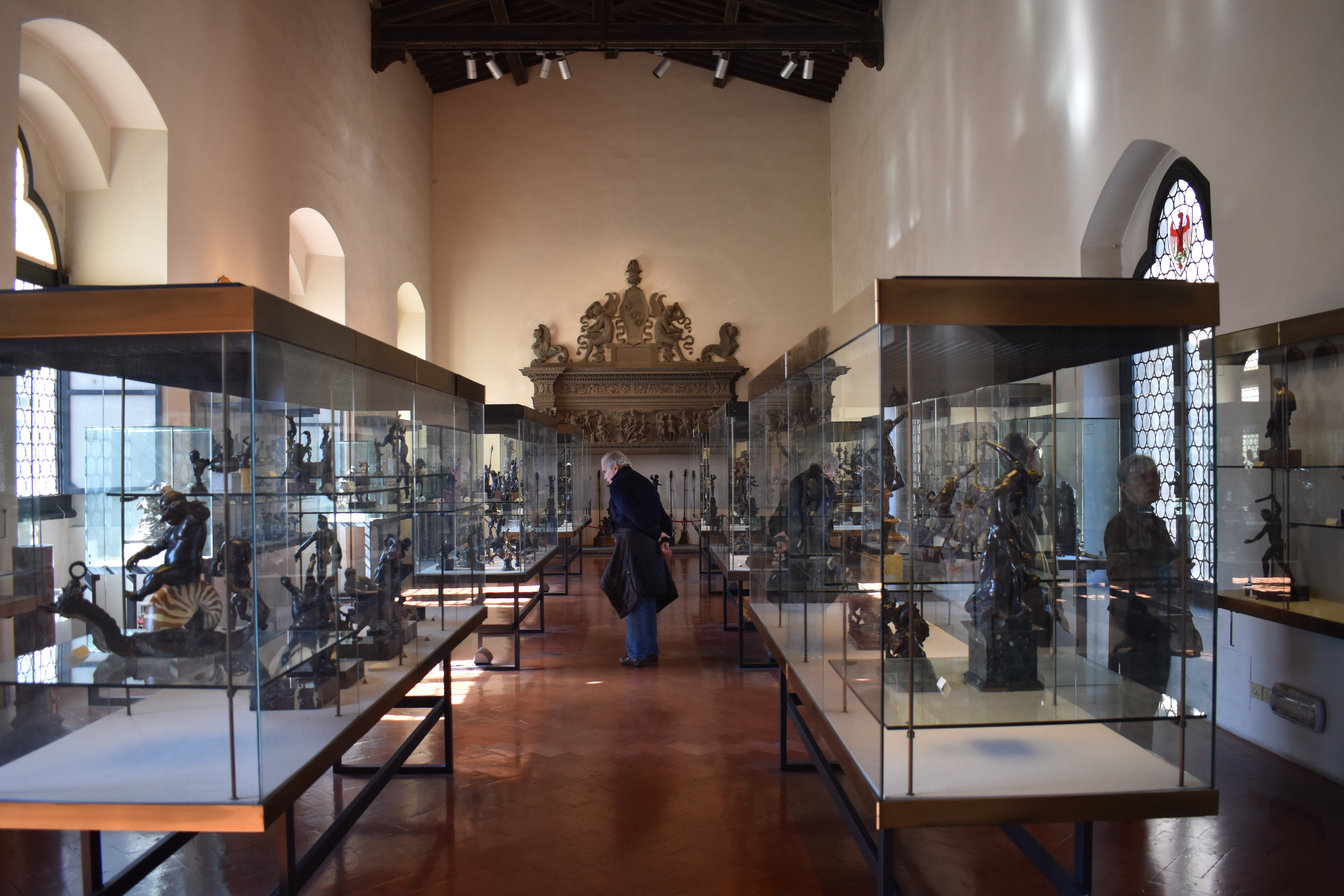
Salle des Bronzetti
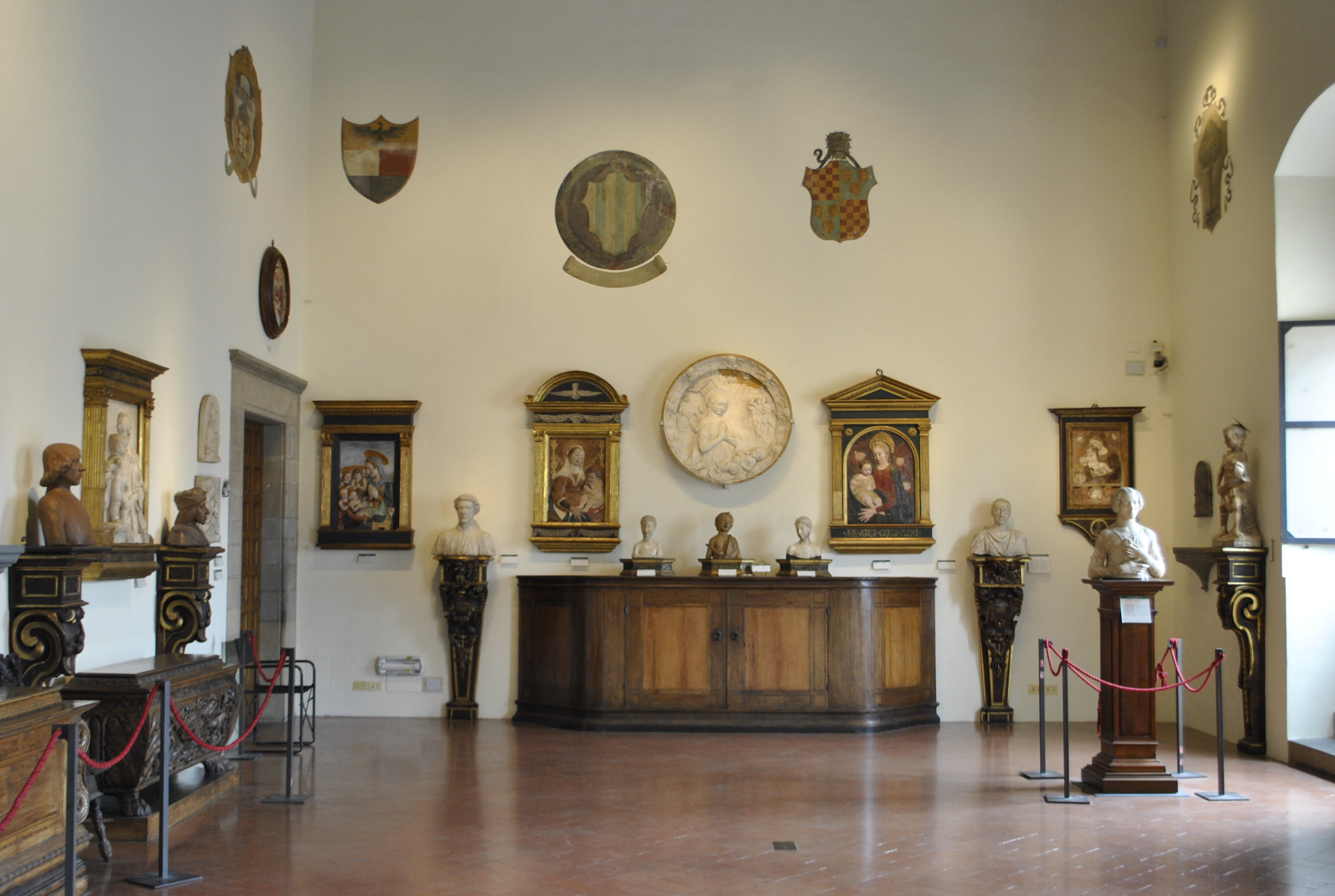
Salle de Verrocchio

Durement touchée par les inondations de 1966 de Florence, le palais connaît ensuite une série de restaurations, de modernisation des installations et de réorganisation des collections. Parmi les interventions les plus récentes dans les intérieurs, on peut citer l'aménagement de la salle Michel-Ange et de la sculpture du XVIe siècle organisée par l'architecte Carlo Cresti et inaugurée en 1975. La façade donnant sur la Via del Proconsolo fait l'objet d'un chantier de restauration du parement en pierre en 2010-2011 (la directrice du chantier est l'architecte Maria Cristina Valenti et la société d'exécution Mugelli Costruzioni, également présente dans les nombreuses autres interventions impliquant les intérieurs en 2002 et 2007-2008). En 2020, un nouveau chantier a ouvert pour la restauration et la consolidation des façades extérieures, de la cour et des armoiries (projet de l'architecte Cristiana Peciullesi, direction de la construction de l'architecte Giancarlo Lombardi).
Le 13 juillet 2006, trois bijoux anciens de la section islamique sont volés pendant les heures normales d'ouverture. 
Depuis 2014, avec la réforme Franceschini, le musée national du Bargello est devenu l'un des musées italiens à statut spécial, avec juridiction également sur l'église d'Orsanmichele, les chapelles des Médicis, le Palazzo Davanzati et le Palazzo Martelli.

## Description

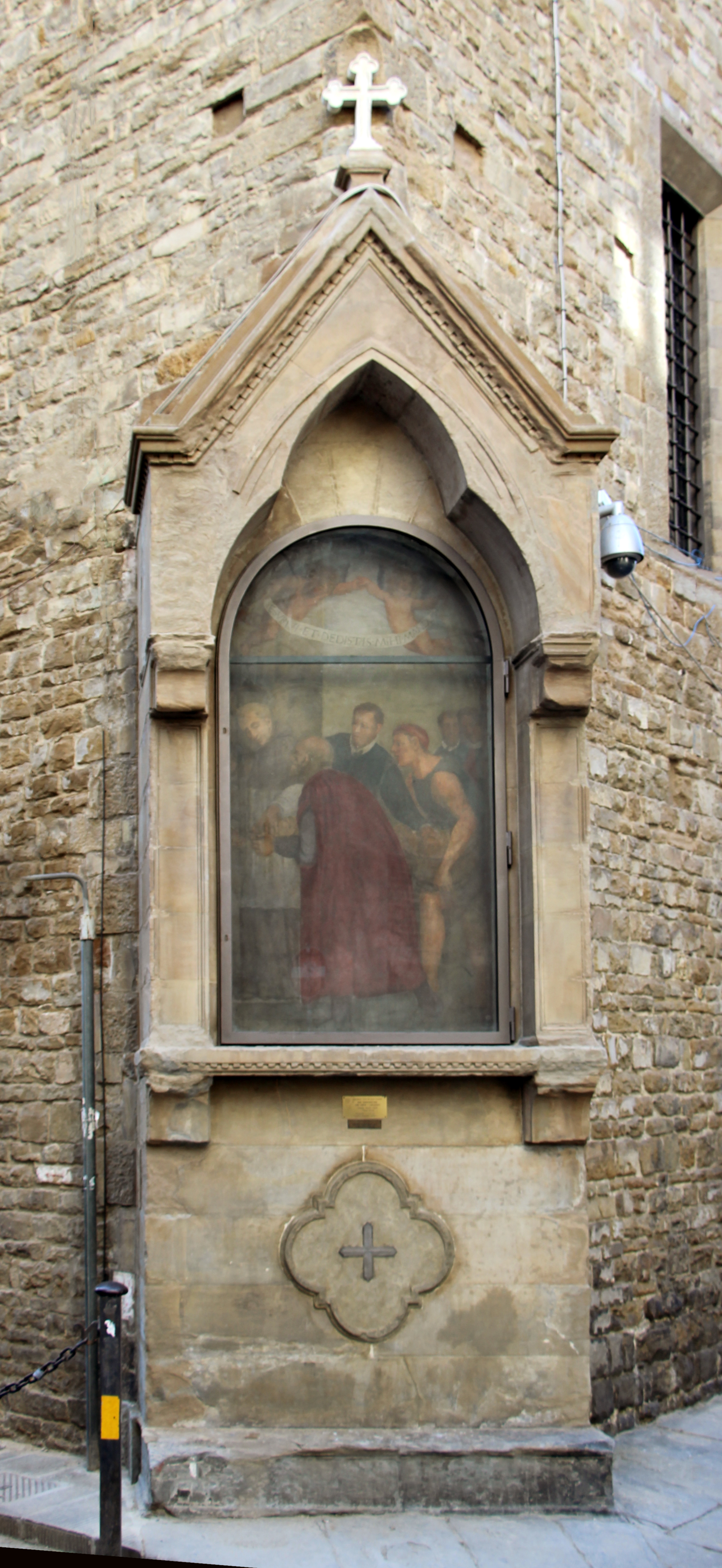
Tabernacle neéogothique du Bargello, avec la fresque de Fabrizio Boschi, 1591.

La partie la plus ancienne du bâtiment (1255-1260) est celle qui fait face à la Via del Proconsolo et à la Piazza San Firenze. Les deux façades, formant des angles droits, sont divisées horizontalement par de minces cadres : au rez-de-chaussée se trouvent des portes et des fenêtres architraves avec un arc en relief , suivi d'un espace sur deux étages, à parement lisse, comme celui du bas, animé par des fenêtres à meneaux en bas et des fenêtres simples en haut ; le dernier étage est en maçonnerie rustique, avec une couronne crénelée en saillie sur des corbeaux et des arcs brisés. Vers la place, une haute fenêtre à meneaux coupe la deuxième corniche, qui éclaire la salle du Conseil, ouverte en 1345 sur une conception de Benci di Cione Dami. La partie arrière du bâtiment, vers les Via Vigna Vecchia et dell'Acqua, a été construite entre 1325 et 1346 : elle reprend la série de fenêtres à meneaux, celles-ci sont plus élancées que les précédentes et ont de grandes fenêtres lobées au sommet, .
A l'angle entre la Via dell'Acqua et la Via Ghibellina, un tabernacle à charpente néogothique (1859) conserve une fresque détachée de Fabrizio Boschi représentant Saint Bonaventure visitant les prisonniers, commandée par la Compagnia di San Bonaventura dei Carcerati en 1589, et restauré en 1996 par Daniela Dini sous la direction de Silvestra Bargellini (à la mémoire de Piero Bargellini).

### Tour Volognana

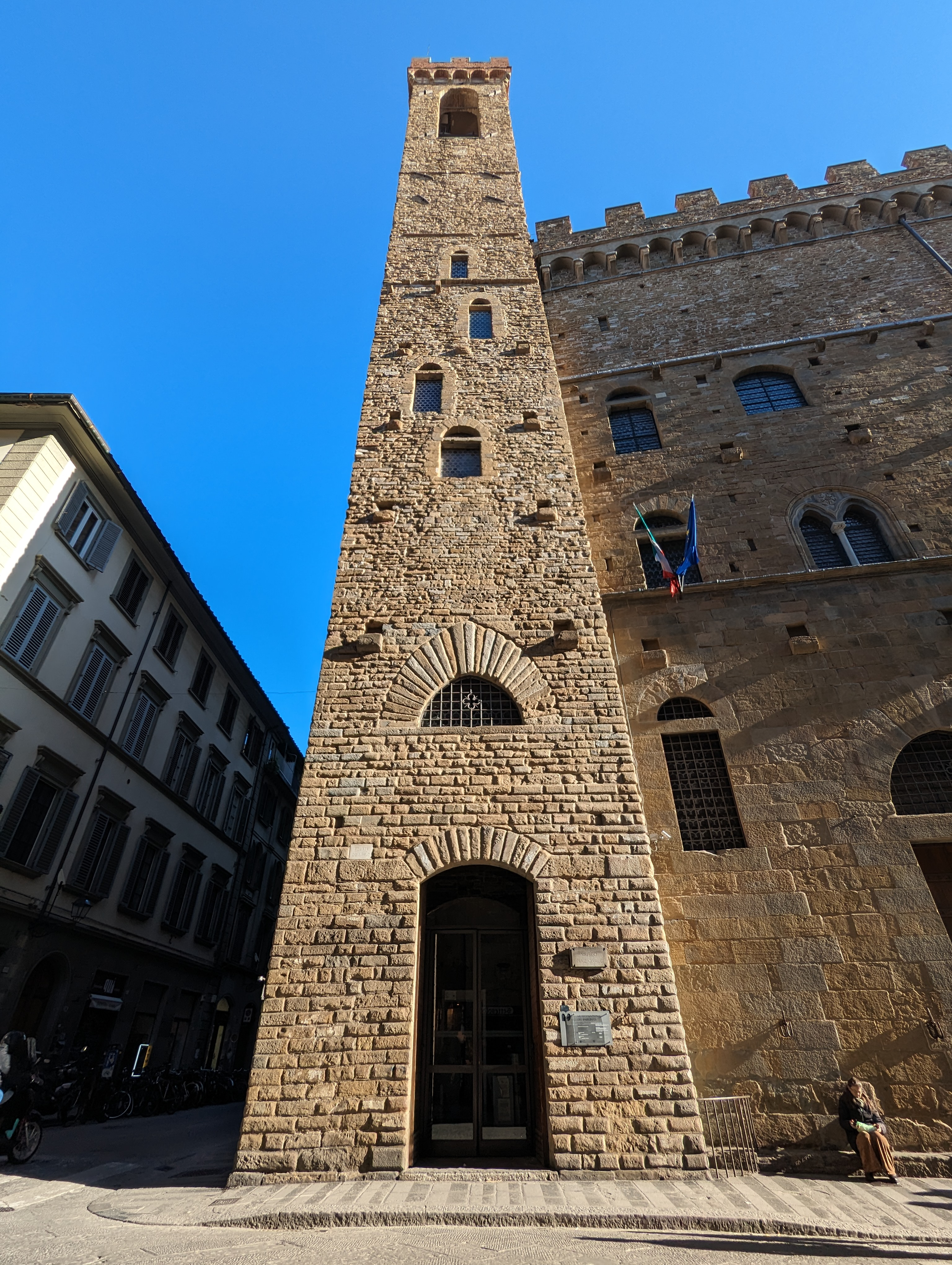
Tour Volognana.

La tour Volognana se trouve sur le Canto del Bargello, à l'angle avec la Via Ghibellina, incorporée dans le mur du bâtiment, la seule tour d'origine privée à Florence qui, devenue partie intégrante d'un édifice public, a conservé sa hauteur d'origine (57 mètres). Vendue à la commune en 1254 avec d'autres propriétés environnantes des Boscoli et des Riccomanni, elle est transformée en tour du nouveau palais du capitaine du peuple. Son nom se serait alors imposé, en relation avec le nom du premier prisonnier qui y est emprisonné, Geri da Volognano. Les changements survenus au fil du temps ont transformé le bâtiment d'une maison-tour en un clocher, avec la cellule supérieure abritant la cloche connue sous le nom de Montanina, car elle a été prise du château de Montale en 1302, brisé et refondu en 1381. Elle sonnait toujours dans des occasions malheureuses, comme pour appeler les jeunes aux armes, ou pour annoncer des exécutions capitales, ou en cas de soulèvements et de bagarres qui causaient toujours des blessés et des morts. Ce triste bilan a donné naissance à un dicton que l'on donnait à quelqu'un qui disait du mal de tout le monde : « Il a une langue aussi longue que la cloche du Bargello ; quand elle sonne, elle sonne toujours en disgrâce ».
Federico Fantozzi écrit en 1842 : « Sur la tour se trouve la cloche qui autrefois, avec un son lent et désagréable, annonçait l'heure du soir à laquelle les citoyens devaient déposer les armes et se retirer ; elle sonne encore aujourd'hui, sans but, de 10h30 à 11 heures le matin, et elle avertit le public du moment où sont exposés à la vue du public les malheureux dont la mauvaise conduite leur a valu la condamnation aux travaux forcés. Sur les murs extérieurs, ils ont fait peindre des rebelles et des traîtres à leur patrie en signe de ignominie éternelle, et c'est pourquoi Tommaso di Stefano, dit Giottino, a représenté l'inique Gualtieri, duc d'Athènes avec ses partisans, que le peuple, indigné par ses iniquités, expulsa de la direction du gouvernement de la République le 26 juillet 1343. Ces derniers peintures ont été complètement effacés par le temps, et seuls quelques vestiges pâles, à peine visibles, seront retrouvés par celui qui observe attentivement la façade de la tour qui reste au nord ». 
Sous les tasseaux des merlons (type Guelfe) se trouvent quelques armoiries civiques : le Lys de Florence, la croix du peuple et les armoiries angevines, René d'Anjou étant devenu garant de la liberté de la commune.
Un important travail de restauration a été réalisé par la surintendance des monuments dans la période qui a immédiatement suivi les inondations de 1966, avec l'installation de chaînes en fer, la consolidation des parements et le remplacement de la couverture de la toiture.

### Cour

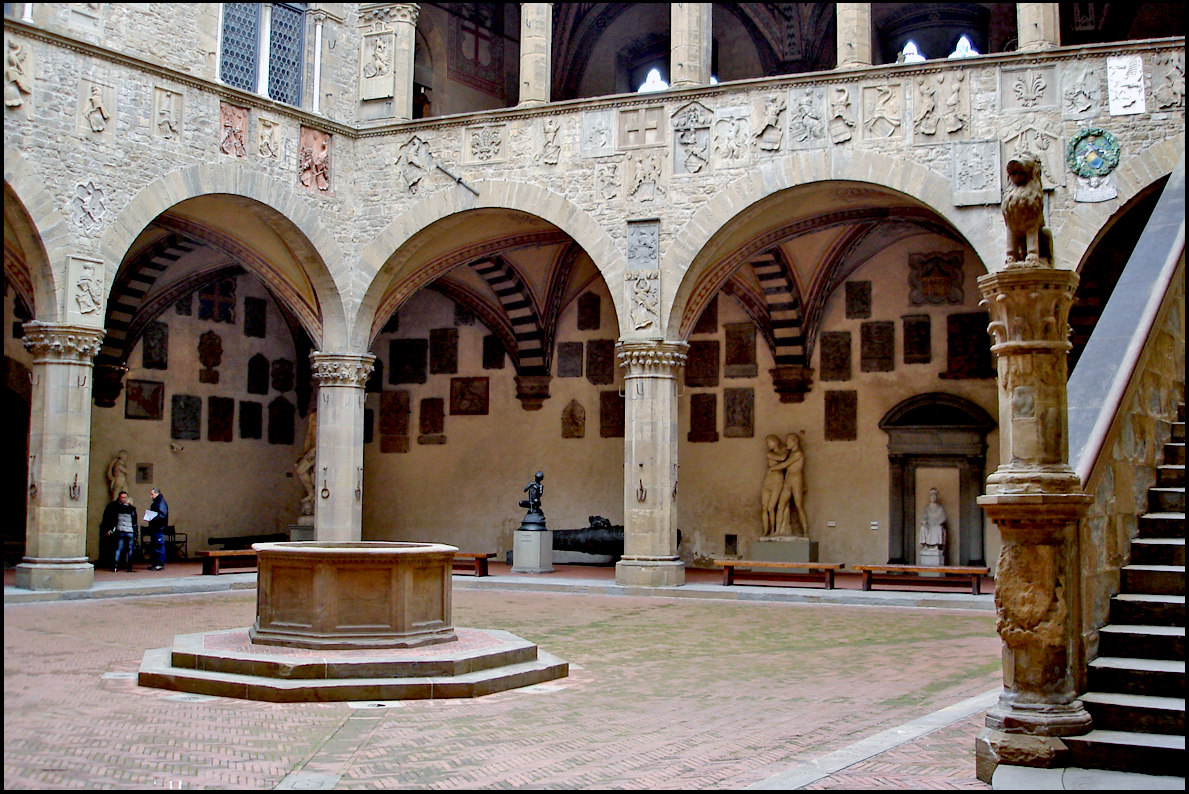
Cour.

La cour, dotée de portiques sur trois côtés avec des arcs en plein cintre sur des piliers octogonaux, a été construite au XIIIe siècle et enrichie au siècle suivant par la véranda et l'escalier gothiques, ce dernier, construit sur un côté sans portique, par Neri di Fioravanti entre 1345 et 1367.
Avec l'utilisation du palais comme prison, les arcs de la loggia et de la véranda sont fermés. Dans la seconde moitié du XIXe siècle, la cour est la partie du palais la plus mise en valeur par les restaurations de Mazzei, les loggias et la véranda sont rouvertes et les armoiries survivantes des podestats et des juges de la roue sont restaurées ; des fresques de Gaetano Bianchi avec les étendards des quartiers et quelques blasons des podestats sont réalisées dans les voûtes sous la loggia.

### Plaques

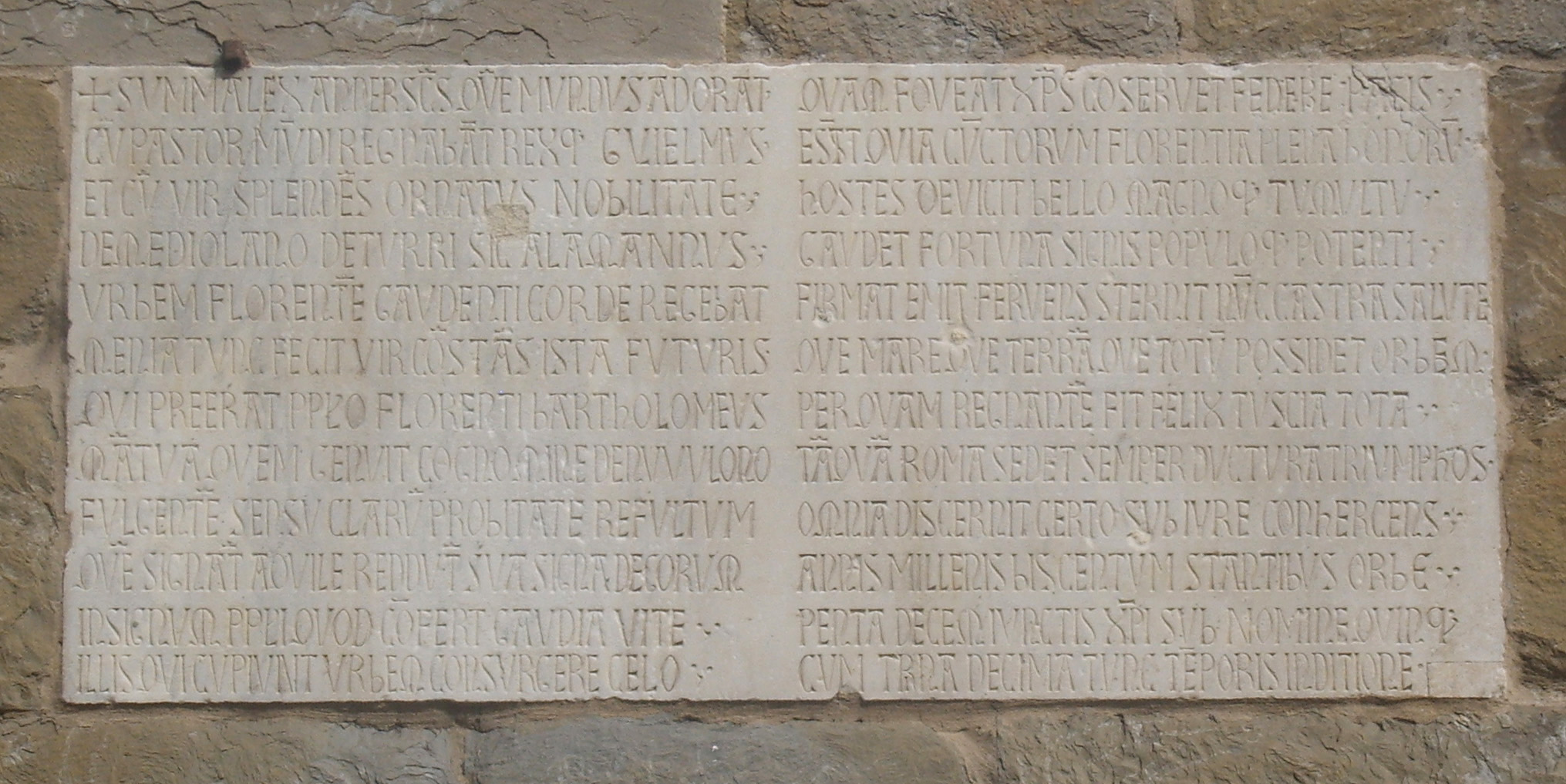
Plaque de 1255 sur la Via del Proconsolo.

Une plaque de 1255, la plus ancienne datée et encore en place dans la ville se trouve sur la Via del Proconsolo, près de l'intersection avec la Piazza San Firenze.
Près de l'entrée de la cour du Bargello, via Ghibellina, une plaque, probablement détruite aujourd'hui, mais connue par ses transcriptions, interdisait absolument de déranger les dernières heures des condamnés à mort, assistés par les frères de la Croce al Tempio des environs, à proximité de la chapelle de sainte Marie-Madeleine à l'intérieur du palais ; ses supports métalliques subsistent.
Une autre plaque, située près de l'angle du bâtiment, près de la tour, également peu lisible, est connue par ses transcriptions, qui indique les précautions nécessaires contre les risques d'incendie, prévenant également les cas de malveillance, de « tout degré et condition », à « la stricte discrétion de leurs magistrats ».